# Yuhina gularis
Yuhina gularis е вид птица от семейство Zosteropidae.

## Разпространение
Видът е разпространен в Бутан, Виетнам, Индия, Китай, Лаос, Мианмар и Непал.